# Джеймс Меддісон
Джеймс Даніель Меддісон (англ. James Daniel Maddison, нар. 23 листопада 1996, Ковентрі, Англія) — англійський футболіст, півзахисник клубу «Тоттенгем Готспур».

## Клубна кар'єра
Народився 23 листопада 1996 року в місті Ковентрі. Вихованець футбольної школи клубу «Ковентрі Сіті». Дорослу футбольну кар'єру розпочав 2014 року в основній команді того ж клубу, в якій провів два сезони, взявши участь у 35 матчах третього за рівнем дивізіону Англії.
У лютому 2016 року Медісон перейшов в «Норвіч Сіті», підписавши з командою контракт на три з половиною роки, втім до кінця сезону залишився у рідній команді, після чого 31 серпня 2016 року футболіст був відданий в піврічну оренду в шотландський клуб «Абердин». У чемпіонаті Шотландії Медісон відіграв 14 матчів і забив 2 голи.
На початку 2017 року футболіст нарешті приєднався до «Норвіча» і 17 квітня зіграв перший матч за клуб в рамках Чемпіоншипу проти «Престон Норт Енд». Медісон вийшов на заміну і забив свій перший гол за «Норвіч». З приходом нового тренера Даніеля Фарке Меддісон став основним гравцем команди на сезон 2017/18 і зігравши 44 матчі, в яких забив 14 голів, був визнаний найкращим гравцем клубу у сезоні, а також включений до символічної збірної чемпіонату.

### «Лестер Сіті»
Наприкінці червня 2018 року Меддісон був підписаний клубом вищого дивізіону «Лестер Сіті». Сума трансферу склала 25 мільйонів фунтів, а гравець уклав п'ятирічний контракт з командою. Перший гол за «Лестер» футболіст забив 18 серпня 2018 року, відзначившись у домашньому матчі англійської Прем'єр-ліги проти «Вулвергемптон Вондерерз». 29 липня 2020 року він погодив новий чотирирічний контракт з «Лестером».

### «Тоттенгем Готспур»
28 червня 2023 року Меддісон приєднався до «Тоттенгем Готспур», підписавши п'ятирічний контракт. Дебютував у складі команди 13 серпня в першому турі Прем'єр-ліги сезону 2023-24 проти «Брентфорда».

## Виступи за збірну
В березні 2016 року Медісон був включений до складу молодіжної збірної Англії, але не зміг зіграти через травми. В результаті перший виклик в молодіжну команду гравець отримав в листопаді 2017 року. 10 листопада вийшов на заміну в матчі проти молодіжної збірної України в рамках кваліфікації до молодіжного чемпіонату Європи 2019 року. Його англійці успішно подолали і Меддісон з командою поїхав на молодіжний чемпіонат Європи 2019 року в Італії. У третьому матчі в групі проти Хорватії він забив гол на 48-й хвилині, а команди розійшлися миром 3:3 і не змогли вийти з групи. Всього на молодіжному рівні зіграв у 9 офіційних матчах, забив 1 гол.

## Статистика виступів

### Статистика клубних виступів
| Сезон                         | Команда                       | Чемпіонат                     | Чемпіонат | Чемпіонат | Національний кубок | Національний кубок | Національний кубок | Континентальні кубки | Континентальні кубки | Континентальні кубки | Інші змагання | Інші змагання | Інші змагання | Усього | Усього | Усього |
| Сезон                         | Команда                       | Ліга                          | Ігор      | Голів     | Ліга               | Ігор               | Голів              | Ліга                 | Ігор                 | Голів                | Ліга          | Ігор          | Голів         | Ігор   | Голів  |        |
| ----------------------------- | ----------------------------- | ----------------------------- | --------- | --------- | ------------------ | ------------------ | ------------------ | -------------------- | -------------------- | -------------------- | ------------- | ------------- | ------------- | ------ | ------ | ------ |
| 2014–15                       | «Ковентрі Сіті»               | ФЛ1 (ІІІ)                     | 12        | 2         | КА+КЛ              | 1+1                | 0                  | -                    | -                    | -                    | ТФЛ           | 4             | 0             | 18     | 2      |        |
| 2015–16                       | «Ковентрі Сіті»               | ФЛ1 (ІІІ)                     | 23        | 3         | КА+КЛ              | 0+1                | 0                  | -                    | -                    | -                    | ТФЛ           | 0             | 0             | 24     | 3      |        |
| Усього за «Ковентрі Сіті»     | Усього за «Ковентрі Сіті»     | Усього за «Ковентрі Сіті»     | 35        | 5         |                    | 3                  | 0                  |                      | -                    | -                    |               | 4             | 0             | 42     | 5      |        |
| 2016–17                       | «Абердин»                     | ПЛ                            | 14        | 2         | КШ+КЛ              | 0+3                | 0                  | -                    | -                    | -                    | -             | -             | -             | 17     | 2      |        |
| 2016–17                       | «Норвіч Сіті»                 | Ч (ІІ)                        | 3         | 1         | КА+КЛ              | 0+1                | 0                  | -                    | -                    | -                    | ТФЛ           | 1             | 1             | 5      | 2      |        |
| 2017–18                       | «Норвіч Сіті»                 | Ч (ІІ)                        | 44        | 14        | КА+КЛ              | 2+3                | 0+1                | -                    | -                    | -                    | -             | -             | -             | 49     | 15     |        |
| Усього за «Норвіч Сіті»       | Усього за «Норвіч Сіті»       | Усього за «Норвіч Сіті»       | 47        | 15        |                    | 6                  | 1                  |                      | -                    | -                    |               | 1             | 1             | 54     | 17     |        |
| 2018–19                       | «Лестер Сіті»                 | ПЛ                            | 36        | 7         | КА+КЛ              | 1+1                | 0                  | -                    | -                    | -                    | -             | -             | -             | 31     | 7      |        |
| 2019-20                       | «Лестер Сіті»                 | ПЛ                            | 31        | 6         | КА+КЛ              | 2+5                | 0+3                | -                    | -                    | -                    | -             | -             | -             | 37     | 9      |        |
| 2020-21                       | «Лестер Сіті»                 | ПЛ                            | 31        | 8         | КА+КЛ              | 4+1                | 1+0                | ЛЄ                   | 6                    | 2                    | -             | -             | -             | 41     | 11     |        |
| 2021-22                       | «Лестер Сіті»                 | ПЛ                            | 35        | 12        | КА+КЛ              | 2+2                | 1+1                | ЛЄ+ЛК                | 5+8                  | 1+3                  | СА            | 1             | 0             | 53     | 18     |        |
| 2022-23                       | «Лестер Сіті»                 | ПЛ                            | 30        | 10        | КА+КЛ              | 1+1                | 0                  | -                    | -                    | -                    | -             | -             | -             | 32     | 10     |        |
| Усього за «Лестер Сіті»       | Усього за «Лестер Сіті»       | Усього за «Лестер Сіті»       | 163       | 43        |                    | 20                 | 6                  |                      | 19                   | 6                    |               | 1             | 0             | 194    | 55     |        |
| 2023-24                       | «Тоттенгем Готспур»           | ПЛ                            | 3         | 1         | -                  | -                  | -                  | -                    | -                    | -                    | -             | -             | -             | 3      | 1      |        |
| Усього за «Тоттенгем Готспур» | Усього за «Тоттенгем Готспур» | Усього за «Тоттенгем Готспур» | 3         | 1         |                    |                    |                    |                      |                      |                      |               |               |               | 3      | 1      |        |
| Усього за кар'єру             | Усього за кар'єру             | Усього за кар'єру             | 248       | 64        |                    | 29                 | 7                  |                      | 19                   | 6                    |               | 6             | 1             | 293    | 78     |        |